# 겨울 나그네

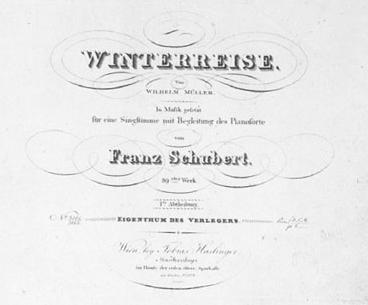

〈겨울 나그네〉(독일어: Winterreise; 겨울 여행)는 프란츠 슈베르트의 연가곡집이다. 빌헬름 뮐러의 시에 슈베르트가 곡을 붙인 것으로, 총 24개의 곡으로 구성되어 있다 그 중에서 제5곡 〈보리수〉가 대중적으로 널리 알려져 있다. 노래의 내용은 실연당한 주인공이 겨울에 정처 없이 떠돌면서 느끼는 감정을 담고 있다. 슈베르트는 생전에 이 작품이 연주되는 것을 듣지 못했으며, 작품의 초연은 슈베르트의 사망 이후에 그의 친구 바리톤 요한 포글(Johann Michael Vogl)에 의해서 이루어졌다. 뮐러가 지은 동명의 시를 바탕으로 작곡했지만 시집의 배열 순서와 곡의 순서가 일치하지는 않는다.

## 개요
<아름다운 물방앗간의 소녀>보다 4년 후, 즉 별세하기 전해인 1827년에 작곡된 24곡으로 된 가곡집으로서, 슈베르트의 가곡 창작의 정점(頂點)을 이루는 작품이다. 시는 빌헬름 뮐러의 같은 이름의 연작시에 의거하고 있지만 전작과는 달라 음울한 기분에 뒤덮여 있다. <아름다운 물방앗간의 소녀>와 같은 일관된 줄거리는 없으나, 그래도 시의 순서를 따라가면, 사랑에 찢긴 상심한 사나이의 정처 없는 나그네길에 시작되고, 쓸쓸한 설경(雪景) 속을 헤매는 나그네의 기분을 노래하고 있음을 안다. 그 중에서 제5번 <보리수>는 이 곡 중에서도 특히 유명하며, 그 밖에 <봄의 꿈>, <우편마차>, <까마귀>, <이정표> 등도 명작이다.

## 곡
1. "Gute Nacht" (좋은 밤)
2. "Die Wetterfahne" (바람개비)
3. "Gefrorne Tränen" (얼어붙은 눈물)
4. "Erstarrung" (동결)
5. "Der Lindenbaum" (보리수)
6. "Wasserflut" (홍수)
7. "Auf dem Flusse" (냇가에서)
8. "Rückblick" (회상)
9. "Irrlicht" (도깨비불)
10. "Rast" (쉼)
11. "Frühlingstraum" (봄의 꿈)
12. "Einsamkeit" (외로움)
13. "Die Post" (역마차)
14. "Der greise Kopf" (회색 머리)
15. "Die Krähe" (까마귀)
16. "Letzte Hoffnung" (마지막 희망)
17. "Im Dorfe" (마을에서)
18. "Der stürmische Morgen" (폭풍의 아침)
19. "Täuschung" (환각)
20. "Der Wegweiser" (이정표)
21. "Das Wirtshaus" (여관)
22. "Mut!" (용기를!)
23. "Die Nebensonnen" (햇무리)
24. "Der Leiermann" (길거리 악사)